# Komisja ds. Likwidacji Wojskowych Służb Informacyjnych
Komisja ds. Likwidacji Wojskowych Służb Informacyjnych – komisja powołana 22 lipca 2006 przez Sejm RP, mająca za zadanie inwentaryzację majątku trwałego i zasobów ludzkich likwidowanych Wojskowych Służb Informacyjnych, która działała równolegle do komisji weryfikacyjnej WSI kierowanej przez Antoniego Macierewicza. Komisja do spraw Likwidacji liczyła dwadzieścia cztery osoby: piętnastu jej członków do tamtej pory było pracownikami WSI. Na czele komisji stał Sławomir Cenckiewicz, na jego zastępcę wybrano Piotra Woyciechowskiego, zaś funkcję sekretarza pełnił Filip Musiał z krakowskiego oddziału IPN. Pełny skład komisji i jej prace zostały jednak utajnione.
W 2022 roku jeden z członków Komisji Likwidacyjnej: Tomasz L. został zatrzymany przez ABW pod zarzutem szpiegostwa na rzecz Rosji.